# Allium ritsi
Allium ritsi är en amaryllisväxtart som beskrevs av Gregoris Iatroú och Dimitrios B. Tzanoudakis. Allium ritsi ingår i släktet lökar, och familjen amaryllisväxter. Inga underarter finns listade i Catalogue of Life.